# Dia Internacional do Chá
O Dia Internacional do Chá é uma data comemorada anualmente em 21 de maio desde 2020, instituída pela Assembleia Geral das Nações Unidas em 2019.

## Proclamação
O dia 15 de dezembro foi originalmente escolhido como o Dia Internacional do Chá em resposta à crise no setor do chá em 1998, marcada pelo fechamento de várias plantações de chá e pela queda contínua do preço do chá no mercado internacional. Essa data foi selecionada após as deliberações do Fórum Social Mundial em Mumbai, em 2004, e em Porto Alegre, em 2005, refletindo o esforço global para tratar das preocupações dos pequenos produtores de chá e dos trabalhadores das plantações de chá.
Posteriormente, a Assembleia Geral das Nações Unidas reconheceu a importância global desta planta, motivada pela solicitação do Grupo Intergovernamental sobre o Chá da Organização das Nações Unidas para Alimentação e Agricultura (FAO), proclamou o dia 19 de dezembro de 2019 visando aumentar a demanda por chá, particularmente nos países produtores com baixo consumo per capita, e para neutralizar o declínio do consumo nos países importadores tradicionais.

## Celebração
Em 20 de maio de 2018, na reunião do Grupo Intergovernamental sobre o Chá, a China propôs a mudança da comemoração para 21 de maio, uma data selecionada para coincidir com sua temporada de produção em vários países importantes, destacando assim sua relevância para a economia rural e os meios de subsistência sustentáveis. A primeira celebração do evento ocorreu em 21 de maio de 2020. Essa data visa destacar a contribuição do chá para metas cruciais de desenvolvimento sustentável, incluindo a redução da pobreza, o combate à fome e o empoderamento das mulheres. A decisão também visa apoiar a produção e o consumo sustentáveis, aumentando a conscientização sobre seu papel na luta contra a fome e a pobreza.

## Temas
- 2020: Primeiro Dia Internacional do Chá[8]
- 2021: Segundo Dia Internacional do Chá[9][10][11]
- 2022: A FAO destaca a necessidade de maior sustentabilidade[12][13]
- 2023: O apoio aos pequenos produtores de chá é parte integrante da transformação dos sistemas agroalimentares[14]
- 2024: Homenagem às mulheres de todo o mundo, da colheita à chávena[15]